# غاز الخردل
غاز الخردل (أو مايعرف بـ "كبريتيد الخردل") هو مركب كيميائي ينتمي لصنف من المركبات العضوية التي تدعى الثيولات، وهو سائل يصدر بخارًا خطرًا، ويسبب حروقًا وتقرحًا في الجلد المعرض. يؤذي غاز الخردل الجهاز التنفسي عند تنشقه، ويسبب التقيؤ والإسهال عند ابتلاعه، ويلحق أضرارًا بالأعين والأغشية المخاطية، والرئتين والجلد والأعضاء التي يتولد فيها الدم. أخطر التأثيرات الطويلة الأجل تحصل بسبب كون غاز الخردل مسببا للسرطان والتغييرات الوراثية، ولا يوجد حاليًا أي علاج له.

## التركيب والتفاعلات

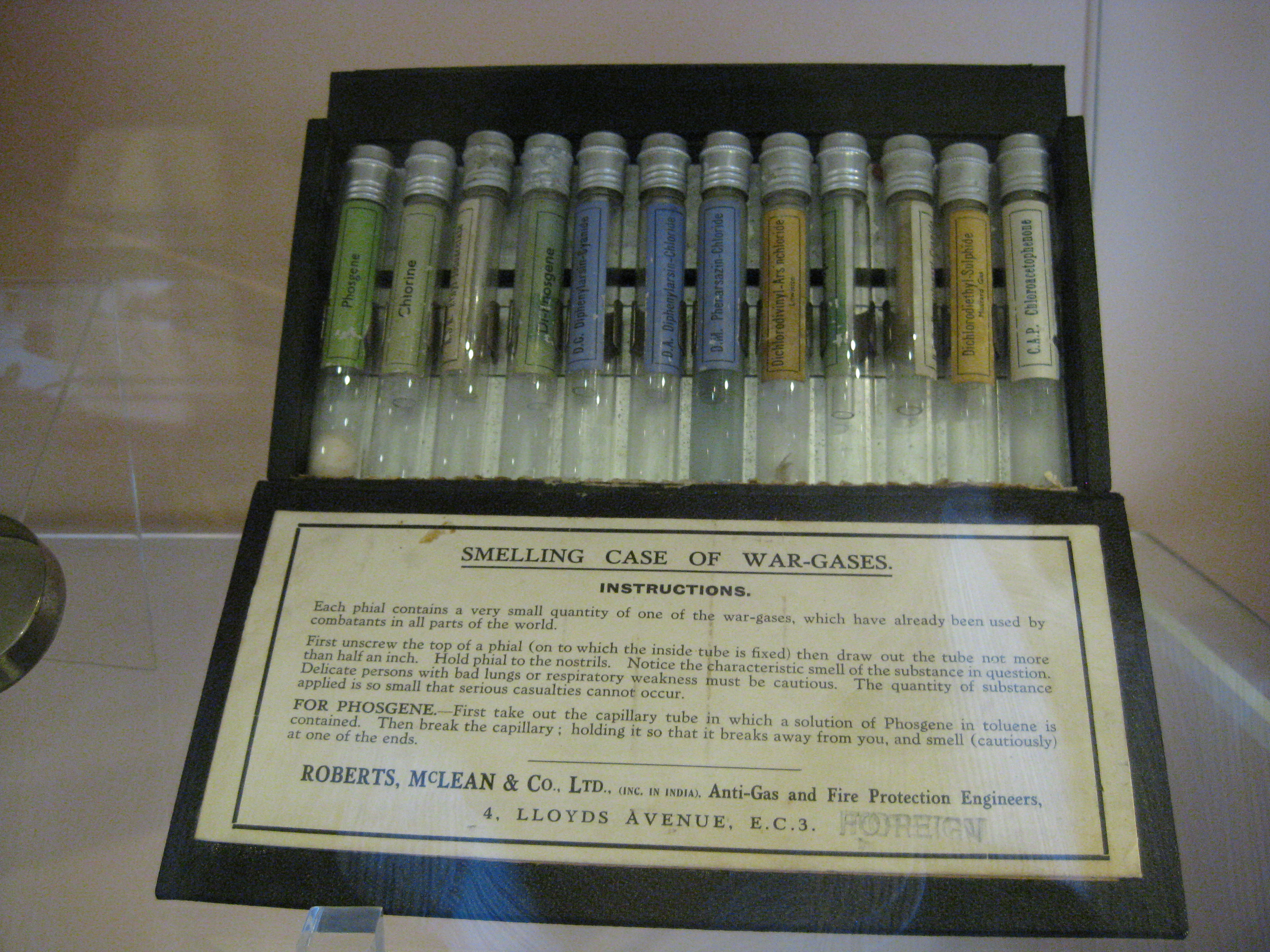
علبة شم غازات الحرب، متحف كليفتون بارك

كبريتيد الخردل هو مركب عضوي بصيغة {\displaystyle (ClCH2CH2)2S}. في طريقة ديرتز، يتم تصنيع خردل الكبريت من خلال مفاعلة ثنائي كلوريد الكبريت بالإثيلين :
{\displaystyle \mathrm {SCl2+2C2H4\rightarrow (ClCH2CH2)2S} }
و في Levinstein process، يتم استخدام ثنائي كلوريد الكبريت الثنائي بدلاً من ذلك :
{\displaystyle \mathrm {8\ S2Cl2+16\ C2H4\rightarrow 8\ (ClCH2CH2)2S+S8} }
في طريقة ماير، يتم إنتاج ثيولات الغليكول من الكلوروإيثانول وكبريتيد البوتاسيوم والكلور مع ثلاثي كلوريد الفوسفور:
{\displaystyle \mathrm {3\ (HOCH2CH2)2S+2\ PCl3\rightarrow 3\ (ClCH2CH2)2S+2\ P(OH)3} }
في طريقة ماير كلارك، يتم استخدام حمض الهيدروكلوريك المركز (HCl) بدلاً من PCl3 كعامل الكلورة:
{\displaystyle \mathrm {(HOCH2CH2)2S+2\ HCl\rightarrow (ClCH2CH2)2S+2\ H2O} }
كما ويستخدم كلوريد ثيونيل والفوسجين أيضاً كعامل اختناق، كعوامل معالجة بالكلور، مع إمكانية إضافة عاملين لإنتاج آليات سمية إضافية إذا ظلت شائبة في المنتج النهائي.
كبريتيد الخردل هو سائل لزج في درجات الحرارة العادية. المركب النقي له نقطة انصهار 14 °م (57 °ف) ويتحلل قبل الغليان في 218 °م (424 °ف).
تفاعلات كبريتيد الخردل مع إيثوكسيد الصوديوم يُعطي divinyl sulfide :
{\displaystyle \mathrm {(ClCH2CH2)2S+2NaOEt\rightarrow (CH2=CH)2S+2\ EtOH+2\ NaCl} }

## آلية التسمم الخلوي

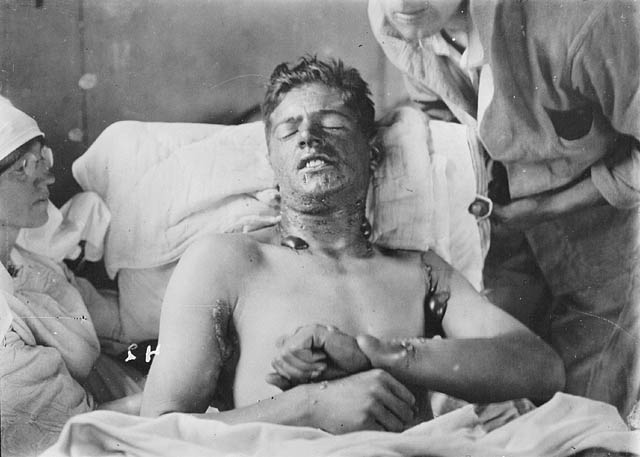
جندي أصيب في الحرب العالمية الأولى نتيجة تعرضه لغاز الخردل

يزيل المركب بسهولة أيون الكلوريد عن طريق الاستبدال النووي الجزيئي لتكوين أيون السلفونيوم الدوري. يميل هذا الوسيط التفاعلي إلى التسبب في ألكلة دائمة من نوكليوتيد الغوانين في خيوط الحمض النووي، مما يمنع الانقسام الخلوي ويؤدي بشكل عام مباشرة إلى موت الخلية المبرمج،  وفي حال إذا لم تمت الخلية فورأً، فقد يؤدي الحمض النووي التالف إلى تطور السرطان. سيكون الإجهاد التأكسدي علم أمراض آخر يشارك في سمية كبريتيد الخردل. لا يعتبر كبريتيد الخردل قابلاً للذوبان في الماء ولكنه قابل للذوبان في الدهون، مما يساهم في امتصاصه السريع في البشرة.
بالمعنى الأوسع،المركبات مع العنصر الهيكلي BCH2CH2X، حيث X هي أي مجموعة مغادرة، وB هي قاعدة لويس المعروفة باسم الخردل. ويمكن أن تشكل هذه المركبات أيونات حلقية (أيونزيوم) (سولفونيوم وأمونيوم وما إلى ذلك)، وهي عوامل جيدة للتكيُّف. ومن الأمثلة على ذلك bis(2-chloroethyl)، و(2-haloethyl) amines (nnedrogen)، وsesquimustard الكبريت، التي تحتوي على مجموعتي α-chloroethyl thioether (ClH2CCH2S−) متصلة بواسطة مجموعة ethylene (−CH2CH2−). هذه المركبات لها قدرة مشابهة على ألكلة الحمض النووي، ولكن خصائصها الفيزيائية، على سبيل المثال نقاط الانصهار، قد تختلف.

## أصناف عناصر كبريتيد الخردل
القائمة الكاملة لعوامل كبريتيد الخردل الفعالة التي يتم تخزينها بشكل شائع وهي كما يلي:
| Chemical                              | Code | Trivial name  | CAS number  | PubChem             | Structure |
| ------------------------------------- | ---- | ------------- | ----------- | ------------------- | --------- |
| Bis(2-chloroethyl)sulfide             | H/HD | Mustard       | 505-60-2    | CID 10461 من بَب كيم |           |
| 1,2-Bis-(2-chloroethylthio)-ethane    | Q    | Sesquimustard | 3563-36-8   | CID 19092 من بَب كيم |           |
| Bis-(2-chloroethylthioethyl)-ether    | T    | O-mustard     | 63918-89-8  | CID 45452 من بَب كيم |           |
| 2-Chloroethyl chloromethyl sulfide    |      |               | 2625-76-5   |                     |           |
| Bis-(2-chloroethylthio)-methane       | HK   |               | 63869-13-6  |                     |           |
| Bis-1,3-(2-chloroethylthio)-n-propane |      |               | 63905-10-2  |                     |           |
| Bis-1,4-(2-chloroethylthio)-n-butane  |      |               | 142868-93-7 |                     |           |
| Bis-1,5-(2-chloroethylthio)-n-pentane |      |               | 142868-94-8 |                     |           |
| Bis-(2-chloroethylthiomethyl)-ether   |      |               | 63918-90-1  |                     |           |

## تاريخ

### التطوير

غاز الخردل يقوم بألكلة القاعدة الأمينية للحامض النووي

من الممكن إن تطوير عامل الخردل في وقت مبكر من عام 1822 من قبل سيزار مانسويت ديسمريز(1798-1863). وصف ديسبيرتز تفاعل ثنائي كلوريد الكبريت والإثيلين ولكن لم يذكر من أي الخصائص المزعجة لمنتج التفاعل. في عام 1854، كرر كيميائي فرنسي آخر، ألفريد رييش (1829-1908)، هذا الإجراء، أيضاً دون وصف أي خصائص فسيولوجية سلبية. في عام 1860، قام العالم البريطاني فريدريك غوثري بتصنيع وتمييز مركب عامل الخردل ولاحظ خصائصه المهيجة، خاصة في تذوقه. أيضاً في عام 1860، كرر الكيميائي ألبرت نيمان، المعروف باسم رائد في كيميائية الكوكايين، مكرراً التفاعل، ومسجل خصائص تكوين فقاعة. في عام 1886، نشر فكتور ماير ورقة تصف توليفة أنتجت عوائد جيدة. قام بدمج 2chloroethanol مع كبريتيد البوتاسيوم المائي، ثم قام بمعالجة ثيوديغليكول الناتج مع ثلاثي كلوريد الفوسفور. كان نقاء هذا المركب أعلى بكثير، وبالتالي كانت الآثار الصحية الضارة عند التعرض أكثر حدة. هذه الأعراض ظهرت نفسهاعلى مساعده، ومن أجل استبعاد احتمال أن يكون مساعده يعاني من مرض عقلي (أعراض نفسية جسدية)، اختبر ماير هذا المركب على الأرانب المختبرية، التي مات معظمها. في عام 1913، قام الكيميائي الإنجليزي هانز تاشار كلارك (المعروف بتفاعل إيشفايلر كلارك) باستبدال ثلاثي كلوريد الفوسفور بحمض الهيدروكلوريك في صيغة ماير أثناء عمله مع هيرمان إميل فيشر في برلين. كلارك قد دخل المستشفى لمدة شهرين بسبب الحروق بعد أن انفصلت إحدى قواريره. وفقاً لماير، أرسل تقرير فيشر في هذا الحادث إلى الجمعية الكيميائية الألمانية والتي وضعت القيصرية الألمانية على الطريق إلى الأسلحة الكيميائية.
يمكن لعامل الخردل أن يكون له تأثير في تحويل ألوان جلد المريض إلى لون مختلف، بما في ذلك الألوان الحمراء والبرتقالية والوردية، وفي حالات غير معتادة، زرقاء. اعتمدت القيصرية الألمانية خلال الحرب العالمية الأولى على طريقة ماير كلارك لأن 2chloroethanol كانت متاحة بسهولة من صناعة الصبغة الألمانية في ذلك الوقت.

### استعمال

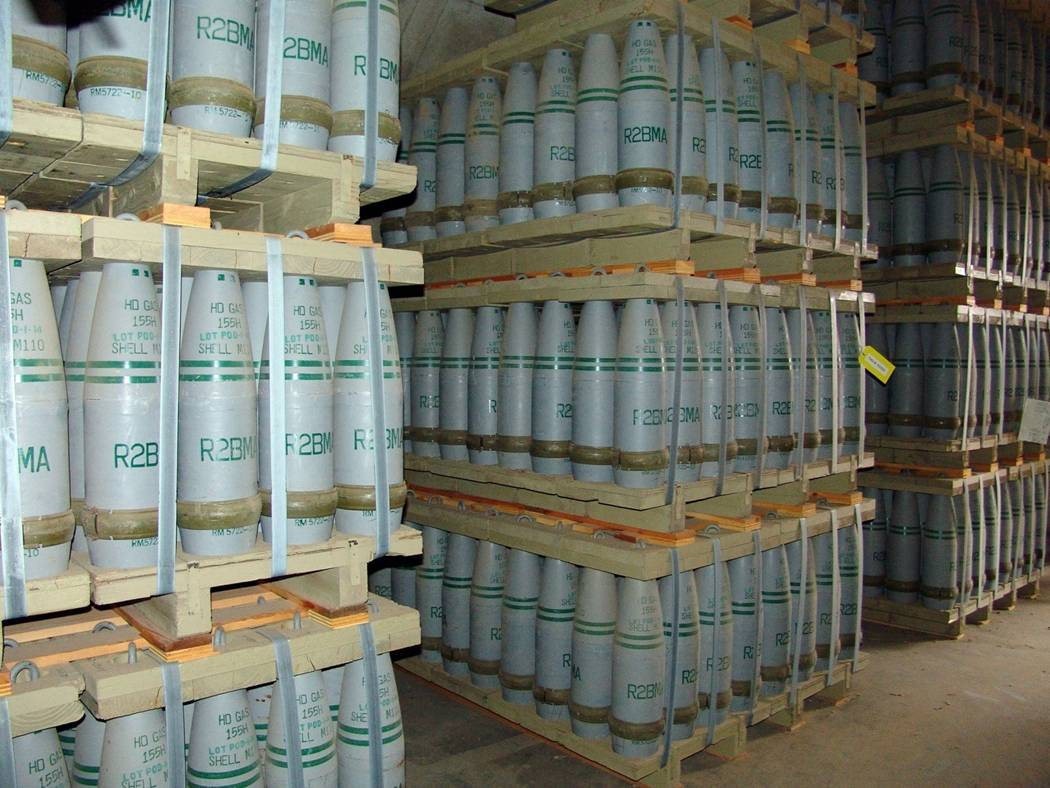
منصات من قذائف المدفعية عيار 155 ملم تحتوي على "HD" (عامل خردل الكبريت المقطر) في مرفق تخزين الأسلحة الكيميائية في بويبلو.

تم استخدام عامل الخردل لأول مرة بفعالية في الحرب العالمية الأولى من قبل الجيش الألماني ضد الجنود البريطانيين والكنديين بالقرب من أيبرس، بلجيكا، في عام 1917، ثم ضد الجيش الثاني الفرنسي أيضاً. اسم أيبريت يأتي من استخدامه من قبل الجيش الألماني بالقرب من بلدة أيبرس. ولم يستخدم الحلفاء عامل الخردل حتى نوفمبر 1917 في كامبريه، فرنسا، بعد أن استولت الجيوش على مخزون من قذائف الخردل الألمانية. استغرق الأمر أكثر من عام في بريطانيا لتطوير سلاح عامل الخردل الخاص بهم، مع إنتاج المواد الكيميائية المتمركزة على أحواض أفونماوث في بريستول. (كان الخيار الوحيد المتاح للبريطانيين هو عملية "Despretz – Niemann-Guthrie"). تم استخدام هذا لأول مرة في سبتمبر 1918 أثناء كسر خط هيندنبيرغ.

## وصلات خارجية
- العثور على غاز الخردل في العراق.
- Textbook of Military Medicine - Intensive overview of mustard gas[وصلة مكسورة] Includes many references to scientific literature
- Detailed information on physical effects and suggested treatments
- Iyriboz Y (2004). "A recent exposure to mustard gas in the United States: clinical findings of a cohort (n=247) 6 years after exposure". MedGenMed. ج. 6 ع. 4: 4. PMC:1480580. PMID:15775831. Shows Photos taken in 1996 showing people with mustard gas burns.
- An overview of the sulfur and nitrogen mustard agents (Caution: contains graphic images)
- Questions and Answers for Mustard Gas
- UMDNJ-Rutgers University CounterACT Research Center of Excellence A research center studying sulfur mustard, includes searchable reference library with many early references on sulfur mustard.
- Nightmare in bari